# Patrick Galbraith (lední hokejista)
Patrick Galbraith (* 11. března 1986, Haderslev) je dánský hokejový brankář.

## Hokejová kariéra
Od sezóny 2005/06 je hráčem klubu SønderjyskE Ishockey v nejvyšší dánské soutěži AL-Bank Ligaen.
Dánský reprezentační trenér Mikael Lundstrøm ho nominoval na MS 2006 (Riga), všechny zápasy však odchytal Peter Hirsch. Zúčastnil se i MS 2008 v Kanadě, kde nastoupil ve čtyřech utkáních. Jeho posledním mezinárodním šampionátem je MS 2010.

## Statistiky

### Statistiky v základní části
| 2011-12                     | Blues Espoo                 | SM-liiga                    | 20 | 2.69 | 90,0 | 3 | 8  | 50 | 451 | 0 | 1114 |
| 2012-13                     | Frölunda HC                 | Svenska hockeyligan         | 5  | 3.50 | 87,2 | 1 | 3  | 15 | 102 | 0 | 257  |
| 2015-16                     | Karlskrona HK               | Svenska hockeyligan         | 12 | 3.94 | 87,2 | 0 | 9  | 39 | 266 | 0 | 593  |
| 2016-17                     |                             |                             | -  | -    | -    | - | -  | -  | -   | - | -    |
| SM-liiga celkově            | SM-liiga celkově            | SM-liiga celkově            | 20 | 2.69 | 90,0 | 3 | 8  | 50 | 451 | 0 | 1114 |
| Svenska hockeyligan celkově | Svenska hockeyligan celkově | Svenska hockeyligan celkově | 17 | 3.81 | 87,2 | 1 | 12 | 54 | 368 | 0 | 850  |

### Statistiky v play off
| 2011-12          | Blues Espoo      | SM-liiga         | 7 | 2.67 | 90,5 | 1 | 4 | 15 | 143 | 1 | 337 |
| SM-liiga celkově | SM-liiga celkově | SM-liiga celkově | 7 | 2.67 | 90,5 | 1 | 4 | 15 | 143 | 1 | 337 |